# سمندر دریاچه یونان
سمندر دریاچه یونان (نام علمی: Cynops wolterstorffi) نام یک گونه منقرض‌شده از سرده سمندرک‌های آتش‌دل است.